# Boloria titania
Boloria titania là một loài bướm ngày thuộc họ Nymphalidae. Nó được tìm thấy ở Palearctic ecozone.
Chiều dài cánh trước là 21–23 mm. Chúng bay từ tháng 6 đến tháng 8 tùy theo địa điểm.
Ấu trùng có thể ăn các loài Viola và Persicaria bistorta.

## Hình ảnh

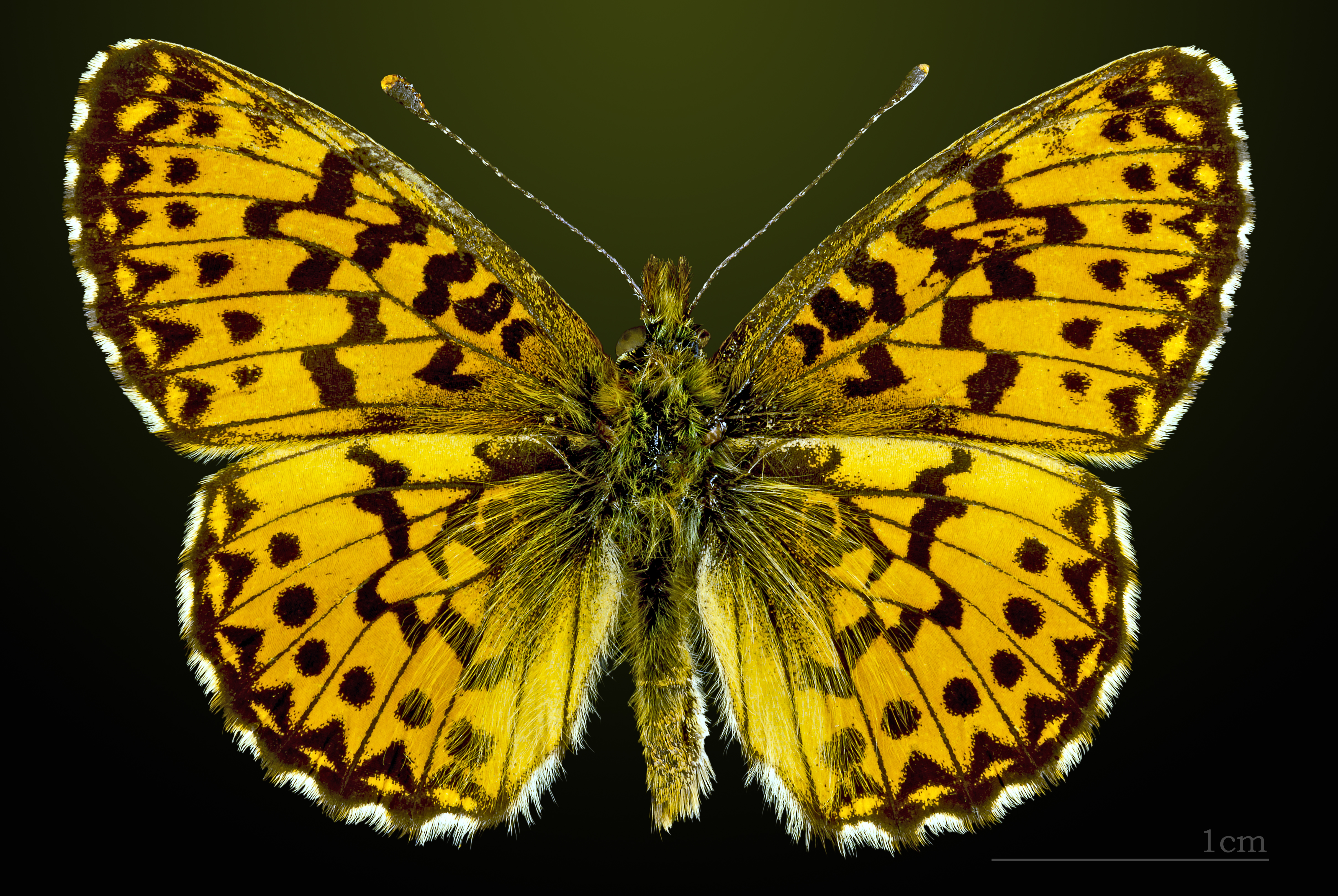
Boloria titania
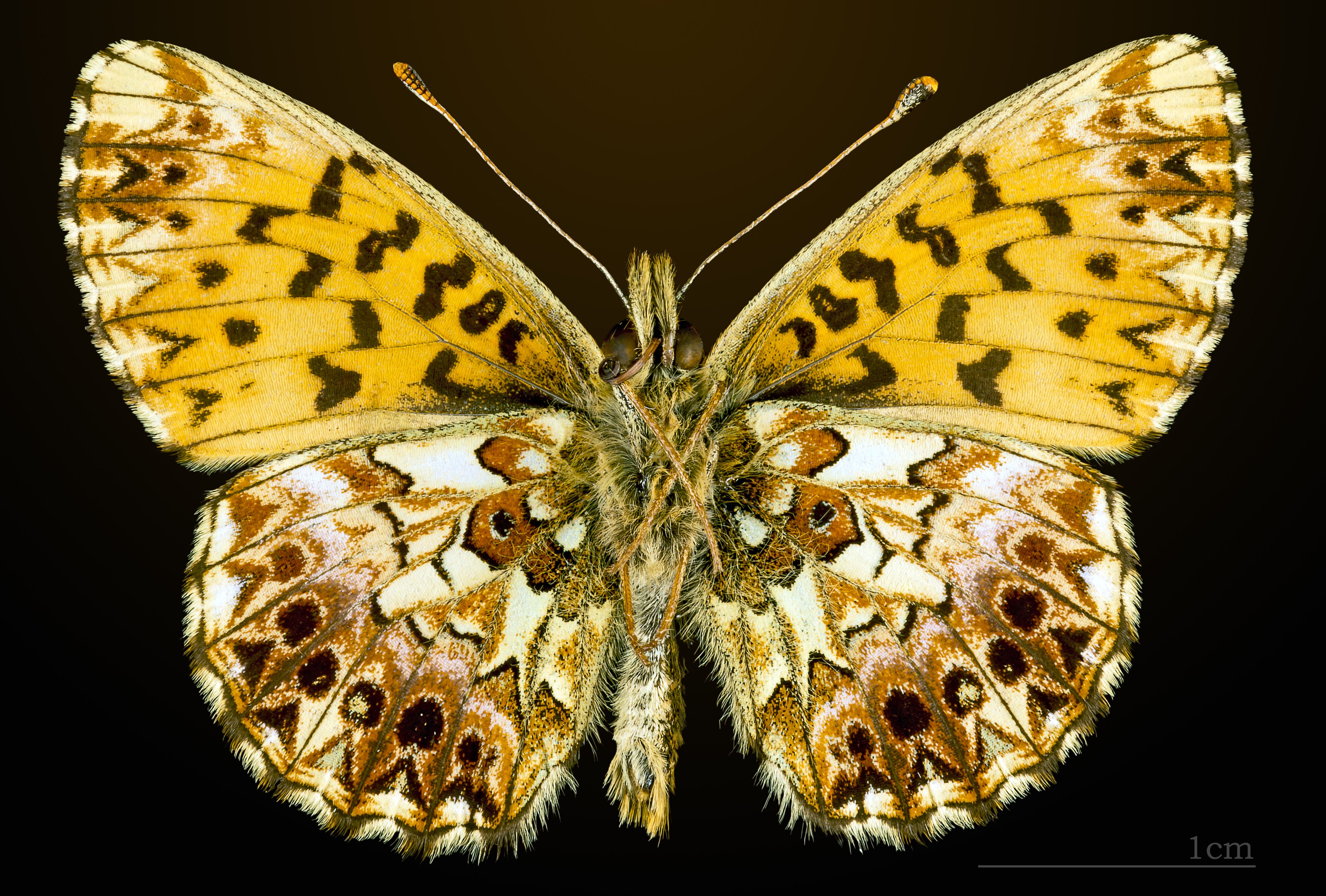
△Boloria titania